# Obsessed (película de 2009)
Obsessed (en castellano, Obsesionada) es una película estrenada en 2009, protagonizada por Beyoncé Knowles, Idris Elba, Ali Larter y dirigida por Steve Shill. Distribuida por Screen Gems, fue estrenada en salas de cine en América del Norte el 24 de abril de 2009 y en países europeos, como el Reino Unido o España, el 29 de mayo de 2009. El rodaje tuvo lugar durante el verano de 2008.

## Argumento
Derek Charles (Idris Elba), un financiero de éxito que acaba de recibir un importante ascenso, es feliz en su carrera profesional y en su matrimonio con su mujer, Sharon Charles (Beyoncé Knowles). Ambos tienen un hijo, Kyle, y se acaban de trasladar a la casa de sus sueños. Un día Derek conoce a una nueva empleada temporal en la oficina: Lisa (Ali Larter), una mujer atractiva, desenvuelta y siempre alegre. Lisa es la perfecta compañera de trabajo. De repente, en la fiesta de Navidad de la compañía, Lisa se abalanza sobre él e intenta acostarse con Derek, y éste firmemente la rechaza. Al día siguiente, vuelve a intentarlo. Lisa no acepta un no como respuesta y su locura crece con cada nuevo rechazo. Pronto Derek empieza a preocuparse por lo lejos que Lisa parece estar dispuesta a llegar...

## Recepción y taquilla
La película en general recibió comentarios negativos de los críticos. En Rotten Tomatoes tuvo una puntuación de 19% de los comentarios positivos con una puntuación de 3.6/100. En Metacritic, la película tiene una puntuación media de 25 de 100, basado en 12 comentarios. Peter Travers de Rolling Stone dijo sobre la película "Todo lo que necesitas saber está en el trailer."
A pesar de las malas críticas, la película recaudó 11.209.297 dólares en su primer día y terminó su primera semana en la cima de la taquilla se reivindique la posición # 1, con un total de $ 28.612.730 de 2.514 salas de cine, un promedio de 11.381 dólares por local. al 14 de junio de 2009, ha recaudado un total de 68.470.495 dólares en la taquilla de Estados Unidos. A nivel internacional, la película ganó un adicional de $ 3,619,388, obteniendo un éxito en taquilla mundial de $ 71.881.032.

## DVD y Blu-ray
La película se estrenó en DVD y en Blu-ray el 4 de agosto de 2009, pudiéndose descargar por iTunes.

## Reparto
| Actor                  | Rol                    | Notas           |
| ---------------------- | ---------------------- | --------------- |
| Idris Elba             | Derek Charles          | Papel principal |
| Beyoncé Knowles        | Sharon Charles         | Papel principal |
| Ali Larter             | Lisa Sheridan          | Papel principal |
| Jerry O'Connell        | Ben                    | Papel de apoyo  |
| Christine Lahti        | Detective Monica Reese | Papel de apoyo  |
| Scout Taylor-Compton   | Samantha               | Papel de apoyo  |
| Bruce McGill           | Joe Gage               | Papel de apoyo  |
| Matthew Humphreys      | Patrick                | Papel de apoyo  |
|                        | Hank                   | Papel menor     |
| Ron Roggé              | Roger                  | Papel menor     |
| Nathan y Nicolas Myers | Kyle Charles           | Papel menor     |